# Be First
Be First (Eigenschreibweise BE:FIRST) ist eine japanische Boygroup, die im Jahr 2021 gegründet wurde.
Die Gruppe gehört zur Agentur BSMG und steht bei B-ME unter Vertrag. Das im Jahr 2022 veröffentlichte Debütalbum Be:1 erreichte auf Anhieb Platz eins und wurde in ihrer Heimat zwischenzeitlich mit Gold ausgezeichnet.
Be First erhielten mehrere Auszeichnungen, darunter bei den MTV Video Music Awards Japan, den MTV Europe Music Awards, den Asia Artist Awards sowie bei den Japan Record Awards.

## Name
Der Name der Gruppe, Be:First, wurde mit der Intention gewählt, „immer nach der Spitze zu streben.“ Die Fangemeinschaft der Gruppe nennt sich Besty (in Majuskelschrift geschrieben) 
Das Wort "Bestie" wird aus den ersten und letzten beiden Buchstaben des Namens der Gruppe gebildet und zu einem liebevollen Slang für "beste Freundin" umgewandelt.

## Geschichte

### Gründung und erste Veröffentlichungen
Vom 2. April bis zum 13. August 2021 fand eine Ausscheidungsshow unter dem Titel The First statt, in der die Mitglieder für eine Idol-Gruppe gesucht wurden. Die Sendung wurde auf dem japanischen Fernsehsender Nippon Television Network und dem Streamingdienst Hulu gezeigt. Am 13. August 2021, dem letzten Tag der Sendung, wurden der Name sowie die Mitglieder der Gruppe angekündigt. Drei Tage später, am 16. August, erschien mit Shining One eine Vordebütsingle.
Billboard Japan berichtete, dass das Lied in den Billboard Japan Hot 100 auf dem zweiten Platz einsteigen konnte. In den von Oricon erhobenen Digital-Singlecharts und den Streamingcharts erreichte das Lied jeweils Platz eins. Die Gruppe trat mehrfach im japanischen Fernsehen auf, darunter auf NTV, NHK und TV Tokyo. Die japanische Industriezeitschrift Nikkei Entertainment schrieb über die Boygroup. Am 18. September 2021 eröffnete die Gruppe das Super Sonic Festival.

### Debüt und nationaler Durchbruch
Be:First arbeiteten mit dem britischen DJ Jonas Blue zusammen und veröffentlichten am 13. Juli 2022 eine japanischsprachige Version des Liedes Don’t Wake Me Up auf digitaler Ebene. Am 31. August 2022 erschien mit BE:1 das Debütalbum der Boygroup. Innerhalb der ersten Verkaufswoche konnten 161.000 Tonträger verkauft werden, womit das Album auf Anhieb Platz eins der japanischen Oricon-Charts erreichen konnte. Bis zum Ende des Jahres verkaufte sich das Album etwas mehr als 185.000 mal.
Im November gleichen Jahres wurden Be:First für ihr Musikvideo zum Lied Betrayal Game mit einem MTV Japan Video Music Award in der Kategorie Bestes R&B-Video bedacht. Im Vorjahr wurden die Musiker mit dem Rising Star Award ausgezeichnet. Im Dezember gewann die Boygroup einen Preis bei den Asia Artist Awards in der Sparte Asia Celebrity (Singer). Für ihre Single Bye-Good-Bye gewann die Gruppe den Excellence Award bei den Japan Record Awards.
Im Jahr 2023 veröffentlichten Be:First mit Smile Again, Salvia, Mainstream und Glorious vier Singles. Bei Salvia handelt es sich um eine Split-Single mit dem japanischen Rapper und CEO des Labels BSMG, Sky-Hi und der Band. Salvia ist zudem das Lied in der Abspannsequenz zur zweiten Staffel des Netflix-Anime Baki Hanma.
Bei den MTV Europe Music Awards, die im November 2023 in Paris hätten stattfinden sollten, erhielt die Gruppe in der Kategorie Bester asiatischer Act eine Nominierung. Die Veranstaltung wurde aufgrund der Proteste in Frankreich im Zuge des Krieges in Israel und Gaza abgesagt und die Gewinner online bekanntgegeben. Be:First gewannen die Auszeichnung des besten asiatischen Acts. Be:First debütierten am 31. Dezember 2022 beim Kōhaku Uta Gassen und traten mit ihrem Lied Shining One an. Im Folgejahr wurde die Gruppe erneut für den Wettbewerb angekündigt.
Am 1. Juli 2024 erschien mit Hush-Hush eine Single auf digitaler Ebene, die in einer musikalischen Zusammenarbeit mit der südkoreanischen Boygroup Ateez entstand. Das Lied ist auf dem zweiten Album 2:Be, welches am 28. August gleichen Jahres auf den japan Markt kam, zu finden. Wie das Debütalbum, erreichte auch 2:BE die Spitze der heimischen Charts und verkaufte sich laut Oricon rund 107.000 mal innerhalb der ersten Verkaufswoche.

## Diskografie

### Studioalben
| Jahr | Titel Musiklabel | Höchstplatzierung, Gesamtwochen, AuszeichnungChartsChartplatzierungen (Jahr, Titel, Musiklabel, Platzierungen, Wochen, Auszeichnungen, Anmerkungen) | Anmerkungen                                               |
| Jahr | Titel Musiklabel | JP | Anmerkungen                                               |
| ---- | ---------------- | --- | --------------------------------------------------------- |
| 2022 | BE:1 B-ME        | JP1 Gold · (75 Wo.)JP | Erstveröffentlichung: 31. August 2022 Verkäufe: + 185.000 |
| 2024 | 2:Be B-ME        | JP1 Gold · (26 Wo.)JP | Erstveröffentlichung: 28. August 2024 Verkäufe: + 100.000 |

### Singles
| Jahr            | Titel Album               | Höchstplatzierung, Gesamtwochen, AuszeichnungChartsChartplatzierungen (Jahr, Titel, Album, Platzierungen, Wochen, Auszeichnungen, Anmerkungen) | Anmerkungen                                                   |
| Jahr            | Titel Album               | JP | Anmerkungen                                                   |
| --------------- | ------------------------- | --- | ------------------------------------------------------------- |
| als Leadmusiker |                           | |                                                               |
|                 |                           | |                                                               |
| 2021            | Gifted. BE:1              | JP2 Platin + Gold (Streaming) · (53 Wo.)JP | Erstveröffentlichung: 3. November 2021                        |
| 2022            | Bye-Good-Bye BE:1         | JP3 Gold + Platin (Streaming) · (45 Wo.)JP | Erstveröffentlichung: 18. Mai 2022                            |
| 2023            | Smile Again 2:Be          | JP2 Gold + Gold (Streaming) · (52 Wo.)JP | Erstveröffentlichung: 26. April 2023                          |
| 2023            | Mainstream 2:Be           | JP2 Gold + Gold (Streaming) · (38 Wo.)JP | Erstveröffentlichung: 13. September 2023                      |
| 2023            | Glorious 2:Be             | — | Erstveröffentlichung: 6. November 2023                        |
| 2024            | Masterplan 2:Be           | JP2 Gold + Gold (Streaming) · (18 Wo.)JP | Erstveröffentlichung: 24. April 2024                          |
| 2024            | Hush-Hush 2:Be            | — | Erstveröffentlichung: 1. Juli 2024 feat. Ateez                |
| 2024            | Royal –                   | — | Erstveröffentlichung: 2024 feat. Ateez                        |
| 2025            | Spacecraft/Sailing –      | JP1 Gold · (3 Wo.)JP | Erstveröffentlichung: 5. Februar 2025                         |
| 2025            | Grit –                    | JP— GoldJP | Erstveröffentlichung: 28. Mai 2025                            |
| als Gastmusiker |                           | |                                                               |
|                 |                           | |                                                               |
| 2022            | Don’t Wake Me Up Together | — | Erstveröffentlichung: 13. Juli 2022 Jonas Blue feat. BE:FIRST |
| 2023            | Sarracenia/Salvia –       | JP8 (5 Wo.)JP | Erstveröffentlichung: 13. Juli 2022 Split-Single mit Sky-Hi   |

Weitere Lieder mit Auszeichnungen
- 2021: Shining One (JP: Gold (Streaming))
- 2022: Betrayal Game (JP: Gold (Streaming))
- 2023: Boom Boom Back (JP: Platin (Streaming))

## Auszeichnungen und Nominierungen
| Jahr | Auszeichnung                 | Kategorie                             | für           | Resultat   | Quellen |
| ---- | ---------------------------- | ------------------------------------- | ------------- | ---------- | ------- |
| 2021 | MTV Video Music Awards Japan | Rising Star Award                     | BE:FIRST      | Gewonnen   | [ 14 ]  |
| 2022 | MTV Video Music Awards Japan | Best R&B-Video                        | Betrayal Game | Gewonnen   | [ 13 ]  |
| 2022 | Asia Artist Awards           | Asia Celebrity (Singer)               | BE:FIRST      | Gewonnen   | [ 15 ]  |
| 2022 | Japan Gold Disc Awards       | Best 5 New Artists                    | BE:FIRST      | Gewonnen   | [ 29 ]  |
| 2022 | Japan Record Awards          | Excellence Work Award                 | Bye-Good-Bye  | Gewonnen   | [ 16 ]  |
| 2023 | Japan Record Awards          | Excellence Work Award                 | Mainstream    | Gewonnen   | [ 30 ]  |
| 2023 | MTV Europe Music Awards      | Best Asia Act                         | BE:FIRST      | Gewonnen   | [ 19 ]  |
| 2025 | MTV Video Music Awards Japan | Best Editing                          | Mainstream    | Gewonnen   | [ 31 ]  |
| 2025 | Music Awards Japan           | Oshi-Katsu Request Artist of the Year | BE:FIRST      | Ausstehend | [ 32 ]  |
| 2025 | Music Awards Japan           | Best Japanese Dance Pop Artist        | BE:FIRST      | Ausstehend | [ 32 ]  |
| 2025 | Music Awards Japan           | Best Dance Performance                | Masterplan    | Ausstehend | [ 32 ]  |
| 2025 | Music Awards Japan           | Listener’s Choice: Japanese Song      | Masterplan    | Ausstehend | [ 32 ]  |
| 2025 | Music Awards Japan           | Listener’s Choice: Japanese Song      | Blissful      | Ausstehend | [ 32 ]  |